# Naeviopsis tornensis
Naeviopsis tornensis är en svampart som beskrevs av B. Hein 1976. Enligt Catalogue of Life ingår Naeviopsis tornensis i släktet Naeviopsis, ordningen disksvampar, klassen Leotiomycetes, divisionen sporsäcksvampar och riket svampar, men enligt Dyntaxa är tillhörigheten istället släktet Naeviopsis, familjen Dermateaceae, ordningen disksvampar, klassen Leotiomycetes, divisionen sporsäcksvampar och riket svampar. Arten är reproducerande i Sverige. Inga underarter finns listade i Catalogue of Life.